# Brachygalea nigrothorax
Brachygalea nigrothorax là một loài bướm đêm trong họ Noctuidae.